# Pedicularis pauciflora
Pedicularis pauciflora är en snyltrotsväxtart som först beskrevs av David Prain, och fick sitt nu gällande namn av Francis Whittier Pennell. Pedicularis pauciflora ingår i släktet spiror, och familjen snyltrotsväxter. Inga underarter finns listade i Catalogue of Life.